# Belvosia villaricana
Belvosia villaricana là một loài ruồi trong họ Tachinidae.